# Donnybrook (Irlande)
Donnybrook (en irlandais : Domhnach Broc, ce qui signifie « église de saint Broc ») est un quartier de Dublin, en Irlande. Il est situé au sud de la ville, dans le district postal de Dublin 4. Il abrite notamment le diffuseur de service public irlandais Raidió Teilifís Éireann (RTÉ). Il faisait autrefois partie du township de Pembroke. Ses banlieues voisines sont Ballsbridge, Sandymount, Ranelagh et Clonskeagh. 
Donnybrook est également une paroisse civile principalement située dans l'ancienne baronnie de Dublin. 

## Histoire

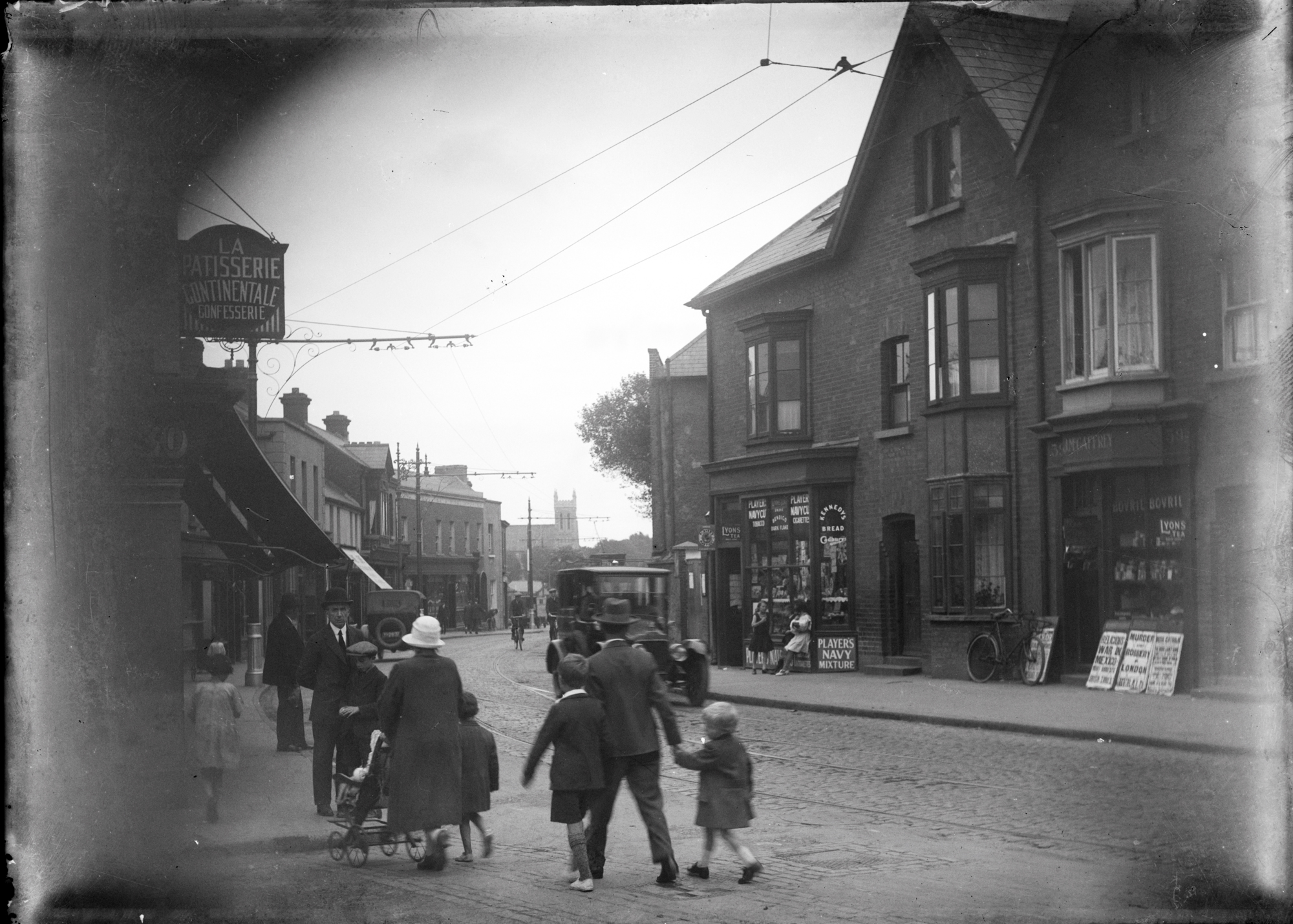
Donnybrook Road en 1927, avec la flèche de l'église Donnybrook visible au loin.

La foire de Donnybrook date d'une charte du roi Jean d'Angleterre en 1204 et a eu lieu chaque année jusqu'en 1866. Elle a commencé comme une foire pour le bétail et les produits agricoles, mais a ensuite décliné, devenant plus un carnaval et une fête foraine. L'ivresse, les combats et les mariages hâtifs deviennent monnaie courante et les habitants de Donnybrook souhaitent que cela cesse. Finalement, la réputation de tumulte de la foire cause sa perte. À partir des années 1790, plusieurs campagnes lutte contre la bagarre d'ivres que la foire était devenue. Après de nombreuses collectes de fonds locales, le brevet est acheté par un groupe d'éminents résidents et membres du clergé, provoquant sa disparition. La foire avait lieu sur des terrains maintenant occupés par Donnybrook Rugby Ground et le garage Ever Ready. Le mot donnybrook est entré depuis dans la langue anglaise pour décrire une bagarre tapageuse. 
Le château de Donnybrook était un manoir élisabéthain et la résidence de la famille Ussher. James Ussher est nommé archevêque d'Armagh de l'Église d'Irlande par la reine Élisabeth Ire. Le manoir est remplacé en 1795 par la maison géorgienne toujours existante. Il est maintenant occupé par les religieuses de la charité. 
Le cimetière de Donnybrook remonte au 8e siècle et était autrefois l'emplacement d'une église fondée par St Broc. C'est également le site de deux églises nommées St Mary's, l'une catholique et l'autre protestante. Parmi les personnes qui y sont enterrées figurent le Dr Bartholomew Mosse, fondateur de l'hôpital Rotunda, Sir Edward Lovett Pearce, architecte des Irish Houses of Parliament on College Green et le Dr Richard Madden, biographe des United Irishmen. Il est possible que le mur du côté sud du cimetière soit la plus ancienne construction existant encore à Donnybrook. La cheminée en brique derrière le cimetière a été construite sur l'emplacement d'une ancienne usine de marbre et a ensuite servi de buanderie d'un couvent de la Madeleine.

## Géographie
La Dodder traverse Donnybrook et possédait un gué. La rivière connaît régulièrement de graves inondations et en 1628, l'un des Usshers du château de Donnybrook s'est noyé en tentant de traverser. 

### Paroisse civile
Donnybrook est une paroisse civile composée de seize townlands. Toutes ces villes, sauf quatre, sont situées dans la baronnie de Dublin. Donnybrook est la plus grande paroisse de cette baronnie. Les terrains urbains les plus au sud, Annefield, Simmonscourt et Priesthouse, appartiennent à la baronnie de Rathdown. La plus petite d'entre elles, Annefield, est une enclave de Simmonscourt qui donne son nom à un pavillon de la Royal Dublin Society. Aujourd'hui, la majorité de Priesthouse est occupée par l'Elm Park Golf Club et les studios de RTÉ. Le reste de la ville de Sallymount - le point le plus à l'ouest de la paroisse - se trouve dans la baronnie d'Uppercross.   

### Politique
Donnybrook se trouve dans la circonscription de Dáil Éireann de Dublin Bay South et dans la zone électorale locale de Pembroke-Rathmines du conseil municipal de Dublin.

## Éducation
- Donnybrook abrite le Muckross Park College réservé aux filles.
- L'école primaire mixte St. Mary's est située sur l'avenue Belmont.
- École secondaire John Scotus, Morehampton Road

## Personnalités

### Écrivains
- Patrick Kavanagh
- Anthony Trollope
- Flann O'Brien alias Myles na gCopaleen alias Brian O'Nolan, vivait sur l'avenue Belmont
- Benedict Kiely
- Padraic Colum
- Brendan Behan
- Denis Johnston et son épouse, l'actrice et réalisatrice Shelah Richards

### Autres
- Jack B. Yeats
- Sir Ernest Henry Shackleton
- John Boyd Dunlop (inventeur de pneumatiques)
- Guglielmo Marconi a vécu à Montrose House, la maison familiale de la famille de sa mère, les Jamesons, renommés pour leur whisky, maintenant sur le terrain du diffuseur national RTÉ
- Éamon de Valera (président de l'Irlande)
- Pádraig Pearse (un leader de l'Insurrection de Pâques 1916)
- Le O'Rahilly (également un personnage important de l'Insurrection de Pâques 1916)
- Michael Collins (combattant de la liberté tué pendant la guerre civile irlandaise en 1922)
- George EH McElroy (as de chasse de la Première Guerre mondiale RFC / RAF)
- Garret FitzGerald (ancien Taoiseach d'Irlande)
- Albert Reynolds (ancien Taoiseach d'Irlande)
- Shane MacGowan (chanteur / parolier pour les Pogues)
- Méav Ní Mhaolchatha (chanteuse, ancienne femme celtique)
- Frederick May (compositeur)
- William Downes, 1er baron Downes (éminent juge du XIXe siècle)
- Richard Gibson, acteur, A joué une partie de Herr Otto Flick dans la série de sitcom Allô Allô
- Edward Percival Wright (1834-1910), chirurgien ophtalmologue, botaniste et zoologiste, est né à Donnybrook.

### Sport
Le siège de la Fédération irlandaise de rugby à XV (Irish Rugby Football Union) Leinster Branch est situé en face du stade de Donnybrook, où l'équipe professionnelle de Leinster a joué ses matchs à domicile jusqu'à récemment. Le pub Kiely dans le village de Donnybrook est un point social traditionnel pour les fans de rugby. La plupart des matchs de la coupe senior de rugby des écoles de Leinster ont lieu au stade de Donnybrook. Certains matchs de la Coupe Junior sont également organisés sur le terrain. 
Les clubs de rugby Bective Rangers et Old Wesley ont leur domicile au Donnybrook Stadium. Pendant l'année scolaire, des écoles secondaires telles que St Conleth's College, Blackrock, Belvedere College, Wesley College, Clongowes, St. Michaels et bien d'autres jouent au rugby au stade Donnybrook. 
Il existe plusieurs clubs de tennis à Donnybrook, Donnybrook LTC (Lawn Tennis Club), St.Marys LTC et Bective LTC . 
Le Belmont Football Club a son domicile à Herbert Park. 
Le Merrion Cricket Club est situé à Donnybrook, au large d'Anglesea Road et sur le Dodder. 